# Lương Hòa Lạc
Lương Hòa Lạc là một xã thuộc tỉnh Đồng Tháp, Việt Nam.

## Địa lý
Xã Lương Hòa Lạc có vị trí địa lý:
- Phía đông giáp tỉnh Tây Ninh và xã Tân Thuận Bình.
- Phía tây giáp xã Châu Thành.
- Phía nam giáp các phường Đạo Thạnh, Mỹ Phong và xã Chợ Gạo.
- Phía bắc giáp xã Mỹ Tịnh An.

Xã Lương Hòa Lạc có diện tích 35,28 km², dân số năm 2025 là 37.661 người, mật độ dân số đạt 1.067 người/km².

## Lịch sử
Ngày 16 tháng 6 năm 2025, Ủy ban Thường vụ Quốc hội ban hành Nghị quyết số 1663/NQ-UBTVQH15 về việc sắp xếp các đơn vị hành chính cấp xã của tỉnh Đồng Tháp năm 2025. Theo đó, sắp xếp toàn bộ diện tích tự nhiên, quy mô dân số của các xã Thanh Bình, Phú Kiết và Lương Hòa Lạc thành xã mới có tên gọi là xã Lương Hòa Lạc.
Sau khi sáp nhập, xã Lương Hòa Lạc có 35,28 km² diện tích tự nhiên và dân số 37.661 người.